# The Cult

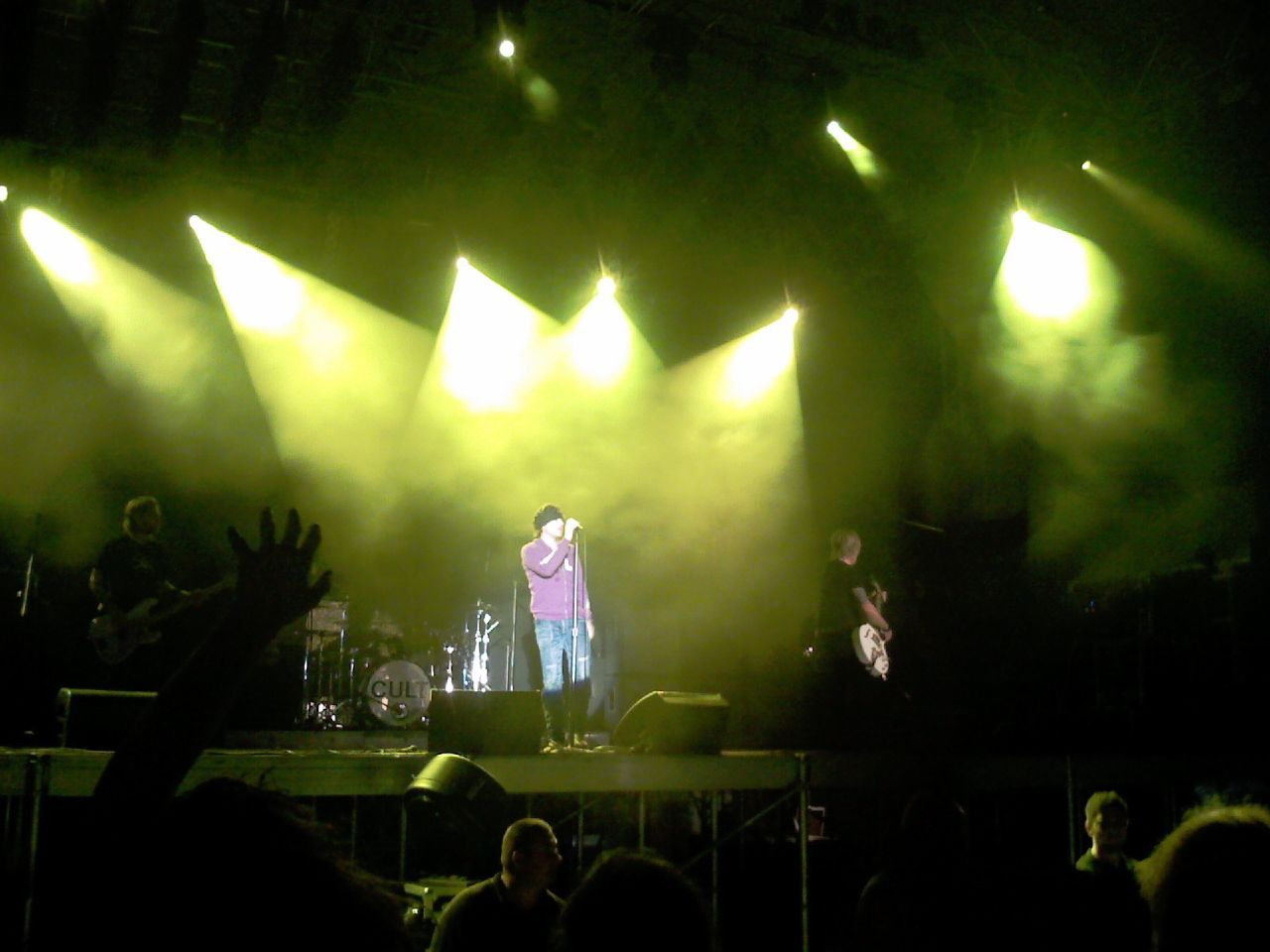
The Cult 2007

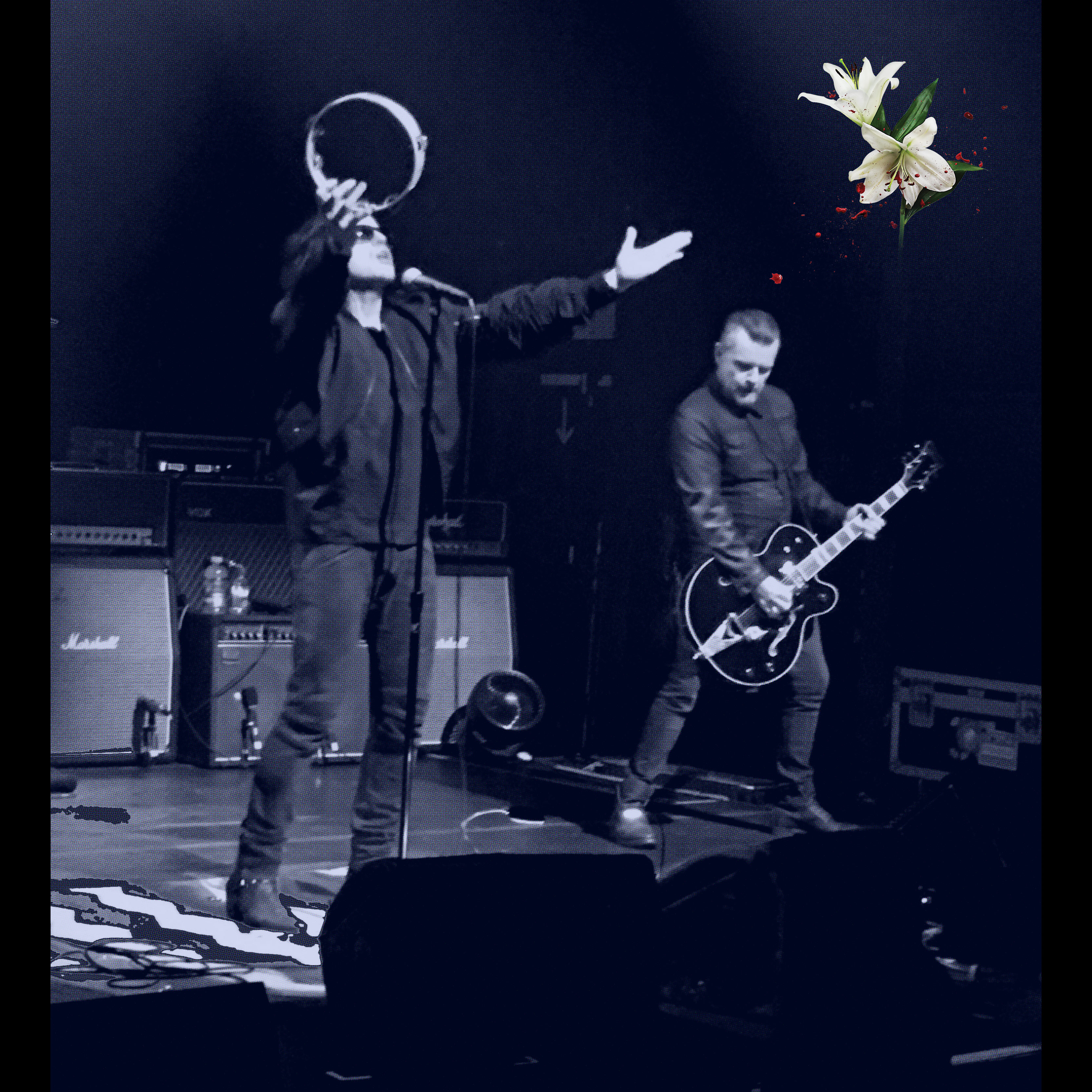
The Cult 2016

The Cult är en brittisk rockgrupp som ursprungligen bildades i Bradford 1982 under namnet Southern Death Cult. Senare förkortades namnet till The Death Cult och i samband med att debutalbumet Dreamtime gavs ut blev bandnamnet till slut endast The Cult.
Bandets uppsättning har förändrats vid en rad tillfällen, de två mest långvariga medlemmarna är sångaren Ian Astbury och gitarristen Billy Duffy, vilka också är bandets huvudsakliga låtskrivare. De är för de flesta mest kända för låten "She Sells Sanctuary".

## Medlemmar
Nuvarande medlemmar
- Ian Astbury – sång, slagverk (1983–1995, 1999–2002, 2006– )
- Billy Duffy – gitarr (1983–1995, 1999–2002, 2006– )
- John Tempesta – trummor (2006– )
- Damon Fox – keyboard, sång (2015– )
- Grant Fitzpatrick – basgitarr, sång (2015– )

Tidigare medlemmar
- Ray Mondo – trummor (1983)
- Nigel Preston – trummor (1983–1985; död 1992)
- Mark Brzezicki – trummor (1985)
- Les Warner – trummor (1985–1988)
- Eric Singer – trummor (1988)
- Mickey Curry – trummor (1989, 1991)
- Matt Sorum – trummor, sång (1989–1990, 1999–2002)
- James Kottak – trummor (1990–1991)
- Michael Lee – trummor (1991–1992; död 2008)
- Scott Garrett – trummor (1992–1995, 2002)
- Jamie Stewart – basgitarr, rytmgitarr, keyboard, sång (1983–1990)
- Todd Hoffman – basgitarr (1990–1991)
- Charley Drayton – basgitarr (1991)
- Kinley Wolfe – basgitarr, sång (1991–1993)
- Craig Adams – basgitatt (1993–1995, 2002)
- Martyn LeNoble – basgitarr (1999, 2001)
- Billy Morrison – basgitarr, sång (2001–2002)
- Chris Wyse – basgitarr, sång (2000, 2006–2015)
- Jimmy Ashhurst – basgitarr, sång (2015)
- Mike Dimkich – rytmgitarr (1993, 1999–2013)
- James Stevenson – rytmgitarr, sång (1994–1995, 2013–2015)

Turnerande medlemmar
- Kid Chaos (Stephen Harris) – basgitarr (1987)
- James Stevenson – gitarr (1994–1995, 2013– )

## Diskografi (urval)
Studioalbum
- Dreamtime (1984)
- Love (1985)
- Electric (1987)
- Sonic Temple (1989)
- Ceremony (1991)
- The Cult (1994)
- Pure Cult (2000)
- Rare Cult (2000)
- Beyond Good and Evil (2001)
- Born Into This (2007)
- Choice of Weapon (2012)
- Hidden City (2016)

Livealbum
- Dreamtime Live at the Lyceum (1984)
- Live at the Marquee (1993)

Samlingsalbum
- Death Cult (1988) (återutgiven 1996 med titel Ghost Dance)
- Pure Cult: for Rockers, Ravers, Lovers, and Sinners (1993)
- High Octane Cult: Ultimate Collection, 1984–1995 (1996)
- Pure Cult: The Singles 1984–1995 (2000)
- The Best of Rare Cult (2000)
- Weapon of Choice (2012)
- Electric-Peace (2013)

Singlar (topp 100 på UK Singles Chart)
- "Spiritwalker" (1984) (#77)
- "Go West (Crazy Spinning Circles)" (1984) (#90)
- "Ressurection Joe" (1984) (#74)
- "She Sells Sanctuary" (1985) (#15)
- "Rain" (1985) (#17)
- "Revolution" (1985) (#30)
- "Love Removal Machine" (1987) (#18)
- "Lil' Devil" (1987 (#11)
- "Wild Flower" (1987) (#24)
- Fire Woman (1989) (#15)
- "Edie (Ciao Baby)" (1989) (#32)
- "Sun King" (1989) (#39)
- "Sweet Soul Sister" (1990) (#42)
- "Wild Hearted Son" (1991) (#40)
- "Heart of Soul" (1992) (#51)
- "Sanctuary MCMXCIII" (1993) (#15)
- "Coming Down (Drug Tongue)" (1994) (#50)
- "Star" (1994) (#65)